# Thiên hoàng Go-Daigo
Thiên hoàng Go-Daigo (後醍醐天皇 (Hậu Đề Hồ Thiên hoàng) Go-Daigo-tennō, 26 tháng 11, 1288 – 19 tháng 9, 1339) là vị Thiên hoàng thứ 96 của Nhật Bản theo Danh sách Thiên hoàng truyền thống. Ông là con trai của Thiên hoàng Go-Uda. Các nhà sử học thời kì hậu Minh Trị cho rằng thời kì trị vì của Thiên hoàng này kéo dài từ năm 1318 đến năm 1339. Tuy nhiên, các học giả trước đó cho rằng thời kì trị vì của ông chỉ từ năm 1318 đến năm 1332 do bị các Chinh di Đại tướng quân lật đổ. Các nhà biên sử tiền Minh Trị cũng xem Go-Daigo như là một trong các Thiên hoàng mất hết quyền lực từ năm 1336 đến năm 1339.
Vị Thiên hoàng thế kỉ XIV này được đặt thụy hiệu theo một vị Thiên hoàng Đề Hồ khác vào thế kỉ thứ IX, go- (後) mang nghĩa đen là "hậu", vì lý do đó đôi khi ông được gọi là "Hậu Đề Hồ Thiên hoàng", go còn có nghĩa khác là "thứ hai" và trong một số bản ghi chép còn sót lại, vị Thiên hoàng này còn được biết đến với tên "Đề Hồ đệ nhị" hay "Đề Hồ II".

## Thân thế
Ông có tên húy (imina) là Tôn Trị. Trước khi lên kế thừa hoàng vị, ông được gọi là Tôn Trị Thân Vương (Takeharu-shinnō, 尊治親王).
Ông là con trai thứ của Thiên hoàng Go-Uda (Hậu Vũ Đa Thiên hoàng). Mẹ ông là Đằng Nguyên Trung Tử (Fujiwara no Chūshi/Tadakom, 藤原忠子), con gái của Đằng Nguyên Trung Kế (Fujiwara no Tadatsugu/Itsutsuji Tadatsugu, 藤原忠継/五辻忠継). Bà trở thành một Nữ Viện (Nyoin, 女院) của Đàm Thiên Môn Viện (Dantenmon-in, 談天門院).

## Di sản
Tuy cuộc Kiến Vũ tân chính của ông thất bại, nhưng nó vẫn để lại tư tưởng về uy quyền của Thiên hoàng, cuối cùng sẽ chấm dứt kỷ nguyên thống trị của chế độ Mạc phủ vào năm 1868 với cuộc Minh Trị Duy Tân năm thế kỷ sau đó.
Trong phong trào Thiên hoàng chấp chính ở thế kỷ XIX, những thầy dạy học của Thiên hoàng Minh Trị đã kể với Minh Trị về cuộc Kiến Vũ tân chính của Thiên hoàng Go-Daigo, và nhấn mạnh rằng, sở dĩ ông lại tiếp tục để mất quyền bính vào tay Mạc phủ Ashikaga vì ông quá tin những thủ hạ chung quanh, không trực tiếp xử lý triều chính. Họ cố khuyên Thiên hoàng Minh Trị không nên đi theo vết xe đổ của Thiên hoàng Go-Daigo năm xưa.